# AROKA TRE
AROKA TRE – polska opera buffa stworzona przez Piotra Lacherta (muzyka) i Kazimierza Grochmalskiego (libretto), prapremiera światowa odbyła się w Brukseli w 1984.

## Historia opery
Inspiracją do stworzenia opery były przemiany społeczne zainicjowane przez ruch „Solidarności”. Opera, utrzymana w postkonceptualnym stylu minimal art, stanowi alegorię walki jednostki z opresyjnym systemem – o prawa człowieka i wolność. 
Opera składa się z dwóch aktów. Akty pierwszy i drugi liczą równo po dwadzieścia scen (odniesienie do XX wieku, w którym rozgrywa się akcja dramatu). Głównymi bohaterami opery są trzy kobiety: Maczek, Kot i Śpiewaczka oraz Dyrygent, symbolizujący władzę. Istotną rolę w operze odgrywa minimalistyczna scenografia oraz eksperyment muzyczny i nietypowe składy instrumentów muzycznych do poszczególnych scen teatralnych.
Prapremiera opery odbyła się w Królewskim Ogrodzie Botanicznym w Brukseli w 1984, natomiast polska premiera nastąpiła dopiero w okresie politycznej odwilży, w 1989 podczas Międzynarodowego Festiwalu Muzyki Współczesnej w Poznaniu, pod dyrekcją Wojciecha Michniewskiego. W polskiej premierze wystąpiła orkiestra filharmonii poznańskiej oraz belgijscy i francuscy artyści: Dominique Grosjean, Annette Sachs, Françoise Vanhecke. Operę, razem z Kazimierzem Grochmalskim, współreżyserował Caio Gaiarsa, jeden z najsłynniejszych francuskich reżyserów operowych, wieloletni dyrektor Opery Narodowej w Lyonie.
Operę opublikowano po raz pierwszy drukiem w Brukseli w 1986, w wydawnictwie muzycznym Editions Temv Bruxelles. Partytura oraz libretto wydano w językach francuskim, angielskim, niemieckim i polskim.